# Mauvezin-d'Armagnac
Mauvezin-d'Armagnac là một xã, thuộc tỉnh Landes trong vùng Nouvelle-Aquitaine. Xã này có diện tích 4,68 km², dân số năm 2006 là 102 người. Xã này nằm ở khu vực có độ cao trung bình 96 mét trên mực nước biển.

## Biến động dân số
| Năm | 1962 | 1968 | 1975 | 1982 | 1990 | 1999 | 2006 |
| --- | ---- | ---- | ---- | ---- | ---- | ---- | ---- |
| Dân số | 129  | 141  | 116  | 98   | 100  | 86   | 102  |
| From the year 1962 on: No double counting—residents of multiple communes (e.g. students and military personnel) are counted only once. |      |      |      |      |      |      |      |